# Le Mesnil (Viroinval)
Le Mesnil (francès) o Li Mwenni (en való) és un village (poble) de Valònia a la regió d'Entre-Sambre-et-Meuse. Limitant amb la frontera francesa, avui dia forma part administrativament del municipi de Viroinval, a la província de Namur (Bèlgica). Era un municipi independent abans de la fusió de municipis del 1977. Le Mesnil es troba al territori del Parc Nacional d'Entre-Sambre-et-Meuse (ESEM).

## Geografia
Poble ubicat a l'extrem sud del forestal de massís les Ardenes amb Oignies, a la riba esquerra del Mosa, al sud de la bota de Givet; limita al nord amb Vierves i Treignes; a l'est amb Montigny-sur-Meuse i Fépin (França); al sud amb Fumay (França) i al sud-oest amb Oignies. Està travessat pel rierol de Luve, que antigament alimentava un molí fariner.
El 1830 el poble tenia  329 habitants repartits en 71 cases, la majoria construïdes amb fusta i teulada de palla. També es testimonia una superfície de 104 bonniers (unes 9 ha). L'agricultura era basada en el conreu d'espelta, civada i sègol. També un xic de llegums i fruits. Les vaques lleteres pasturaven en els terrenys comunals.
Els habitants tradicionalment viuen de l'agricultura i l'explotació de la fusta.
Durant la votació per la reunificació de la regió de Couvin amb França en el marc del departament de les Ardenes el 19 de febrer del 1793, el poble, que tenia 236 habitants, va enviar 46 votants, dels quals només un hi va estar en contra. El 17 de juny Le Mesnil fou transferit al cantó municipal de Treignes, que incloïa Mazée, Matignolle, Oignies, Vaucelles i Vierves. Finalment, el poble entrà a formar part del cantó de Fumay després del decret del 23 Vendemiari de l'any X (1801). Posteriorment hauria passat a dependre del cantó de Givet.

## Evolució demogràfica
- Font: Direction générale Statistique, 1831 a 1970 = censos de població, 1976 = habitants a 31 de desembre